# L'acusat perfecte
L'acusat perfecte (també coneguda com a Quick) és una pel·lícula dramàtica sueca del 2019 dirigida per Mikael Håfström. Segueix l'escàndol judicial que es va viure a Suècia el 2008, després que el periodista Hannes Råstam revelés els detalls sobre l'assassí en sèrie Thomas Quick. La pel·lícula va rebre crítiques en diversos sentits, inclosa una ressenya de 3,5 estrelles a CineMagazine. S'ha doblat al català per a TV3, que va emetre-la per primer cop el 7 d'octubre de 2022; anteriorment s'havia subtitulat al català amb la distribució de La Aventura Audiovisual.

## Repartiment
- Jonas Karlsson - Hannes Råstam
- David Dencik - Thomas Quick
- Alba August - Jenny Küttim
- Magnus Roosmann - Christer van der Kwast